# Výzkum Měsíce
Výzkum Měsíce po staletích pozorování ze Země začal se sovětskou sondou Luna 2, která dopadla na povrch Měsíce v roce 1959. Ale už vynález dalekohledu přinesl skok v kvalitě pozorování. Obecně se soudí, že Galileo Galilei jako první použil dalekohled pro astronomické účely. V roce 1609 objevil na Měsíci krátery a hory.
Zatím jediní lidé na Měsíci přistáli v rámci programu Apollo a první přistání se uskutečnilo v červenci 1969.

## Raná historie
Starověký filozof Anaxagoras se domníval, že Slunce a Měsíc jsou obří kulové skály, svítící odraženým světlem. Jeho nenáboženský pohled na tato tělesa byl jedním z důvodů jeho uvěznění. Plútarchos si myslel, že skvrny na Měsíci nejsou nic jiného než stíny řek nebo hluboké propasti, spekuloval rovněž o existenci staveb na povrchu. Aristarchos vypočítal velikost a vzdálenost Měsíce od Země. Vzdálenost mu vyšla zhruba na 20 zemských poloměrů (reálně je Měsíc ve vzdálenosti 60 zemských poloměrů).
Čínská dynastie Chan věřila, že Měsíc je energie čchi, přesto se domnívali, že svítí odraženým světlem Slunce. 
Perský astronom Habash al-Hasib al-Marwazi provádějící pozorování v Bagdádu odhadl průměr Měsíce na 3037 kilometrů a vzdálenost od Země na 344 330 kilometrů, což se blíží skutečným hodnotám. V 11. století islámský fyzik Alhazen správně určil, že Měsíc vyzařuje světlo z těch částí povrchu, na něž dopadne sluneční světlo.
Ve středověku čím dál vice lidí uznávalo, že Měsíc má kulový tvar, ačkoli se někdy věřilo, že jde o dokonale hladkou kouli.  V roce 1609 rozpoznal Galileo Galilei na povrchu Měsíce krátery a hory a vytvořil jednu z prvních map Měsíce, publikovanou v knize Sidereus Nuncius. Později v 17. století vytvořili Giovanni Battista Riccioli a Francesco Grimaldi další mapy Měsíce a pojmenovali některé z kráterů, které tato jména nesou dodnes. Tmavé části povrchu byly nazvány moře a světlé kontinenty.
Thomas Harriot rovněž vytvořil jednu z prvních map Měsíce, nicméně jeho práce zůstala nepublikovaná. První skutečnou mapu Měsíce vyrobil v roce 1645 Michael van Langren. O dva roky později byla zveřejněna přesnější mapa Johanna Hevelia, který publikoval první knihu věnovanou pouze Měsíci. Heveliovo názvosloví bylo v roce 1651 nahrazeno jmény Riccioliho. V roce 1753 objevil Ruđer Bošković, že Měsíc nemá atmosféru a v roce 1824 vysvětlil Franz von Gruithuisen vznik kráterů dopadem meteoritů. 
Ještě v 19. století se vážně zvažovalo, že by na Měsíci mohla být vegetace. V letech 1834-1836 publikovali Wilhelm Beer a Johann Madler čtyřsvazkovou publikaci Mappa Selenographica a v roce 1837 knihu Der Mond, kde ukázali, že Měsíc nemá žádnou patrnou atmosféru ani stopy vody.

## Vesmírné závody
V průběhu studené války probíhaly vesmírné závody mezi Sovětským svazem a USA. Tyto závody se nakonec soustředily na Měsíc. To zahrnovalo i řadu důležitých vědeckých prvenství jako první fotografii odvrácené strany Měsíce v roce 1959. Závody nakonec vyvrcholily prvním přistáním na Měsíci s lidskou posádkou v roce 1969, které je často pokládáno za jednu z klíčových událostí 20. století.
První umělý objekt, který dosáhl Měsíce, byla sovětská sonda Luna 2, která v září 1959 dopadla na Měsíc. Odvrácená strana Měsíce byla poprvé vyfotografována v říjnu 1959 sondou Luna 3. Ačkoli fotografie byly z pohledu technologií 21. století poměrně nekvalitní, ukázaly, že na této straně Měsíce téměř chybí moře. Ve snaze reagovat na sovětské úspěchy vyhlásil prezident USA John F. Kennedy v projevu z roku 1961 za národní cíl přistání člověka na Měsíci do konce 60. let.
Nicméně sověti si určitou dobu udržovali náskok. V únoru roku 1966 provedla jejich sonda Luna 9 první měkké přistání na povrchu, přičemž se neprobořila do prachu, jak se obávali někteří vědci. Rovněž první umělá družice Měsíce byla sonda Luna 10 ze Sovětského svazu, v březnu 1966.
V prosinci 1968 se Frank Borman, James Lovell a William Anders stali prvními lidmi, kteří vstoupili na oběžnou dráhu Měsíce a kteří na vlastní oči viděli jeho odvrácenou stranu. První lidé na Měsíci přistáli v červenci 1969, Neil Armstrong a Buzz Aldrin se stali prvními lidmi na měsíčním povrchu. První lunární rover na Měsíci přistál v listopadu 1970, šlo o sondu Lunochod 1. K roku 2016 je zatím poslední posádkou, která na Měsíci přistála, loď Apollo 17 a její dva astronauti Eugene Cernan a Harrison Schmitt, kteří na Měsíci byli v prosinci 1972.
Vzorky Měsíční horniny na Zemi přivezly sovětské sondy Luna 16, Luna 20 a Luna 24 a posádky lodí Apollo 11 až 17 (s výjimkou lodi Apollo 13, které se přistání nepodařilo). Od poloviny 60. let do poloviny 70. let proběhlo na Měsíci 65 přistání (z toho 10 v roce 1971), ale po letu Luny 24 v roce 1976 zájem o Měsíc na dlouhou dobu ustrnul. Sovětský svaz se začal více zaměřovat na Venuši a USA na program Space Shuttle a Mars.
V rámci závodu o Měsíc byly vyvinuty i první plány na trvale obydlenou měsíční základnu. 

## Nedávný průzkum
V roce 1990 navštívila Měsíc Japonská sonda Hiten, čímž se Japonsko stalo třetí zemí s vlastní sondou na oběžné dráze kolem Měsíce. V roce 2007 vyslalo Japonsko k Měsíci další sondu Kaguja, tentokrát s podrobnějším vědeckým programem.
Evropská kosmická agentura zahájila průzkum Měsíce malou sondou SMART-1, která se k Měsíci dostala v roce 2004 a obíhala jej až do roku 2006, kdy došlo k úmyslnému nárazu na povrch Měsíce s cílem studovat materiál v místě dopadu.
Čína se o Měsíc začala zajímat zejména z důvodu těžby, jejím cílem je najít zásoby izotopu helia-3.  V roce 2007 vyslala Čína k Měsíci svou první sondu Čchang-e 1, hlavní části mise skončila roku 2009 a mise jako celek skončila v roce 2010 úmyslným nárazem do Měsíce. Následovala sonda Čchang-e 2, která startovala v roce 2010. A v roce 2013 vyslala Čína sondu Čchang-e 3, která úspěšně přistála na Měsíčním povrchu, čímž se Čína stala třetí zemí, která dokázala úspěšně přistát na Měsíci a zároveň šlo o první úspěšné přistání na povrchu od roku 1976.
Indie vyslala první sondu k Měsíci v roce 2008, šlo o misi Čandraján-1, která úspěšně dosáhla oběžné dráhy kolem Měsíce. Zároveň si Indie připsala i úspěšné přistání s tělesem Moon Impact Probe v listopadu 2008, čímž se stala čtvrtou zemí s úspěšným přistáním na Měsíci. Sonda objevila mimo jiné vodu v měsíční hornině.
NASA vypustila k Měsíci v roce 1994 sondu Clementine a v roce 1998 sondu Lunar Prospector. V roce 2009 potom odstartovala sonda Lunar Reconnaissance Orbiter, která pořídila zatím nejdetailnější snímky měsíčního povrchu. Rovněž zkoumala přítomnost vodního ledu na Měsíci. Další mise Gravity Recovery and Interior Laboratory odstartovala v roce 2011.
První komerční mise k Měsíci byla sonda Manfred Memorial Moon Mission, vedená společností Luxspace. Ta provedla v roce 2014 průlet kolem Měsíce, po němž vstoupila na eliptickou dráhu kolem Měsíce.

## Plány
Na počátku 21. století se objevilo několik plánů na další pilotované lety k Měsíci. Nejprve šlo o zrušený americký program Constellation, další plány vyhlásilo Rusko, Čína, Indie a Evropská kosmická agentura. Všechny tyto národy a agentury mají také v plánu pokračovat ve výzkumu Měsíce bezpilotními sondami.
Čína plánuje provézt odběr vzorků a jejich návrat na Zem v misi Čchang-e 5 v roce 2017.
Indie plánuje dopravit na povrch Měsíce vlastní vozítko někdy po roce 2016.
Japonská agentura JAXA plánuje přistání lidí na Měsíci ve 20. letech a ve 30. letech vybudování stálé základny na povrchu.
Rusko plánuje pokračovat v dříve zmraženém programu Luna-Glob v jehož rámci by mělo k Měsíci vyslat orbiter a bezpilotní přistávací modul. Zároveň byl vyhlášen plán na přistání kosmonautů na Měsíci kolem roku 2030, na čemž by Rusko mělo spolupracovat s NASA.
Německo rovněž oznámilo vypuštění vlastní sondy k Měsíci, v roce 2012 byl záměr nicméně zrušen pro nedostatek financí. 
NASA oznámila, že všechny další mise k Měsíci bude provádět v metrickém systému, aby byla zlepšena spolupráce s ostatními národními agenturami. Rovněž Evropa oznámila záměr vyslat na Měsíc astronauty programu Aurora.
V roce 2007 byla vyhlášena soutěž Google Lunar X Prize, jejímž cílem je přimět soukromníky, aby na Měsíc vyslali vozítko schopné ujet alespoň 500 metrů a odeslat data, videa a fotografie na Zemi.
Roku 2014 oznámila společnost SpaceX, že bude uvažovat o umožnění jednorázové dopravy k Měsíci.